# جزيرة البركان

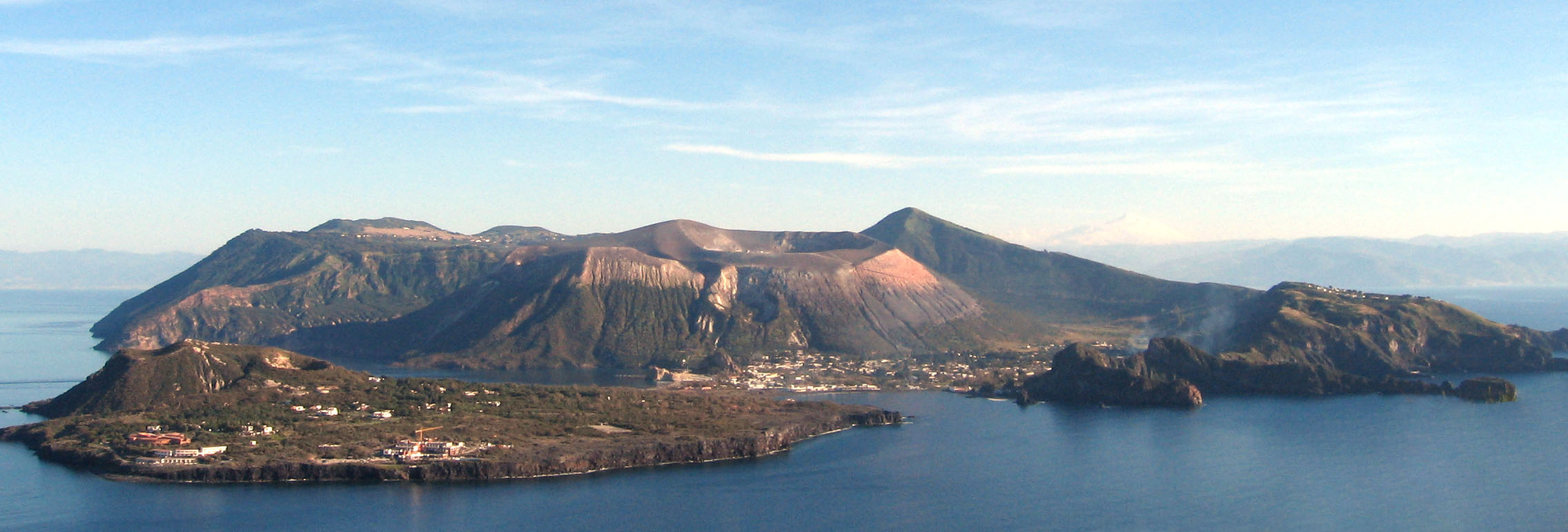
جزيرة فولكانو

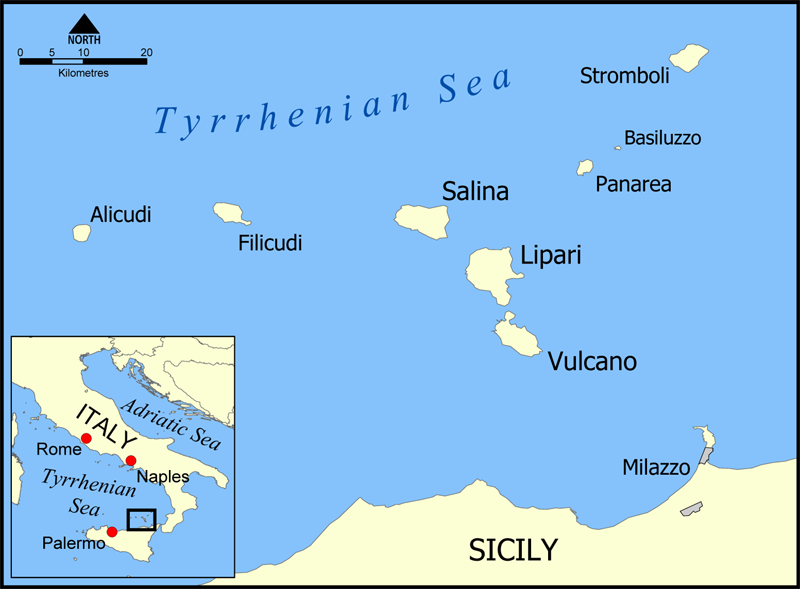
موقع جزيرة فولكانو ضمن الجزر الإيولية

جَزِيرَةُ البُرْكَانِ أو فولكانو (بالإيطالية: Vulcano) هي جزيرة صغيرة بركانية في البحر التيراني على بعد حوالى 25 كيلومترا إلى الشمال من جزيرة صقلية وجنوب الجزر الإيولية الثمانية. تبلغ مساحتها 21 كيلومترا مربعا وارتفاعها إلى 499 متراً وتحتوي على العديد من المراكز البركانية بما في ذلك واحد من أربع براكين نشطة فوق المياه في إيطاليا.